# Sondertribunal – Jeder kämpft für sich allein
Sondertribunal – Jeder kämpft für sich allein ist ein Justizdrama von Costa-Gavras, der im Jahr 1941 im von der Wehrmacht besetzten Frankreich spielt. Der Film befasst sich mit den Sondertribunalen in Frankreich während des Zweiten Weltkrieges. 

## Handlung
In der Pariser Metro wird ein deutscher Marineoffizier von einem Widerstandskämpfer erschossen. Die Besatzungsmacht fordert Vergeltung und die französische Vichy-Regierung beschließt in vorauseilendem Gehorsam sechs Unschuldige in einem Scheinprozess zum Tode zu verurteilen. Dafür wird auch gegen das Rückwirkungsverbot im Strafrecht verstoßen, da das Gesetz, welches hier angewandt wird, erst nach der Tat in Kraft getreten ist. Aus den Gefängnissen werden willkürlich Kommunisten und Juden, die bereits wegen anderer Vergehen zu geringen Strafen verurteilt wurden, ausgewählt und vor ein Sondertribunal gestellt. Dabei missachtet man das Verbot der Doppelbestrafung, da mehrere der Angeklagten wegen verschiedener geringer Delikte bereits zu kleineren Strafen verurteilt wurden. Schnell finden sich Mitläufer bereit, bei dieser Justizfarce zu helfen. Dem als Ankläger beauftragten Generalstaatsanwalt jedoch kommen Zweifel an der Rechtmäßigkeit des Verfahrens und er beginnt zu hinterfragen.

## Kritik
„Politthriller des Exilgriechen Costa-Gavras […], dem es diesmal weniger überzeugend gelang, ein marodes System bissig zu demaskieren.“

## Auszeichnungen
Der Film war 1976 für den Golden Globe Award in der Kategorie Beste ausländischer Film nominiert. Das National Board of Review wählte die Produktion 1975 zu besten 10 Filmen des Jahres. Bei den Internationalen Filmfestspielen von Cannes 1975 wurde Costa-Gavras als Bester Regisseur ausgezeichnet und für die Goldene Palme nominiert.